# Kościół św. Andrzeja Boboli w Radkowie
Kościół świętego Andrzeja Boboli – rzymskokatolicki kościół pomocniczy należący do parafii św. Doroty w Radkowie.

## Historia
Został zbudowany w latach 1905-1906 w stylu neobarokowo-secesyjnym jako świątynia protestancka. Po II wojnie światowej została przejęta przez katolików. Wystrój wnętrza świątyni jest ascetyczny, co jest charakterystyczne dla religijnych poglądów kościoła ewangelickiego jak i epoki w której zbudowano świątynię.

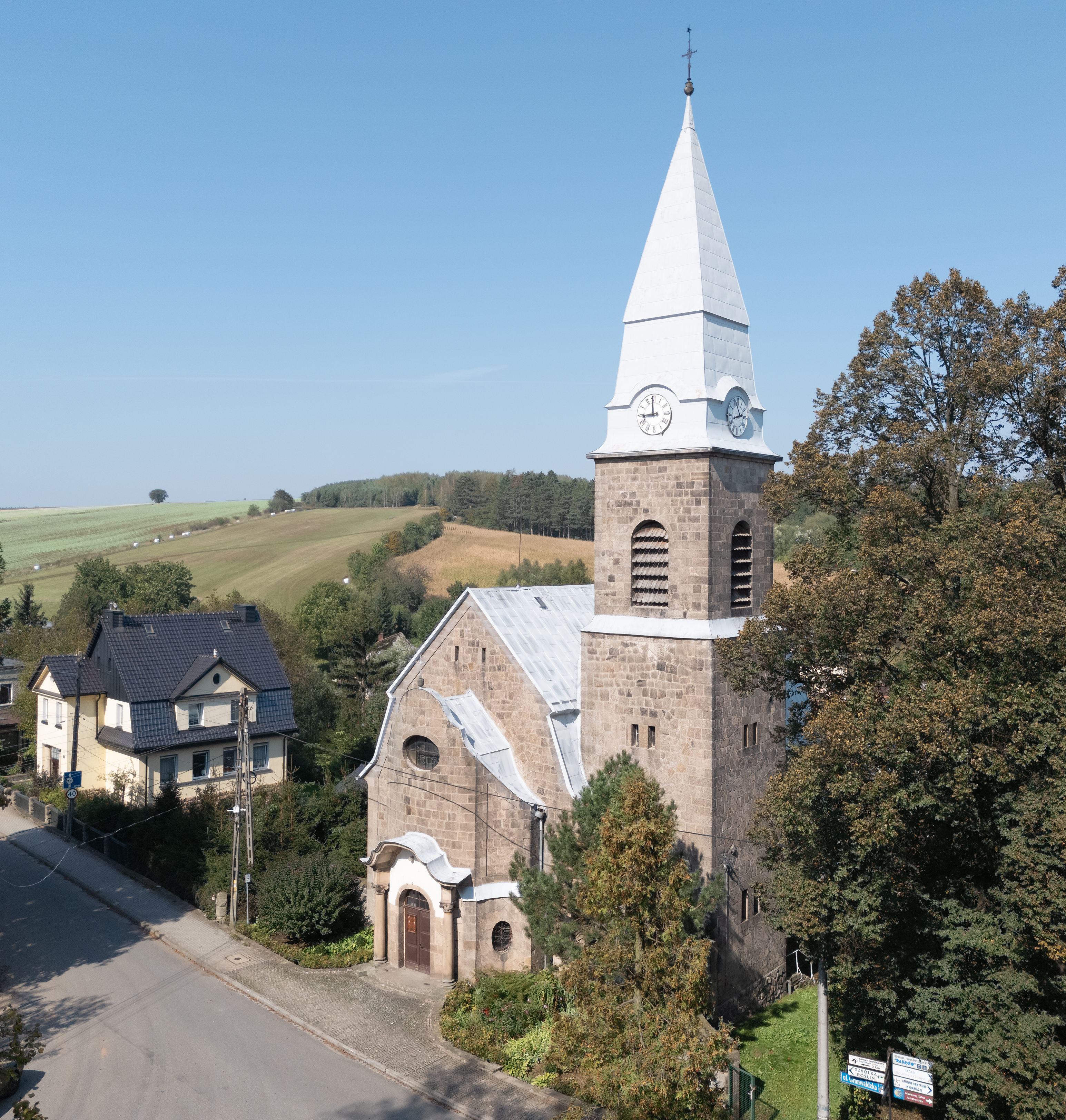
Widok od południowego wschodu
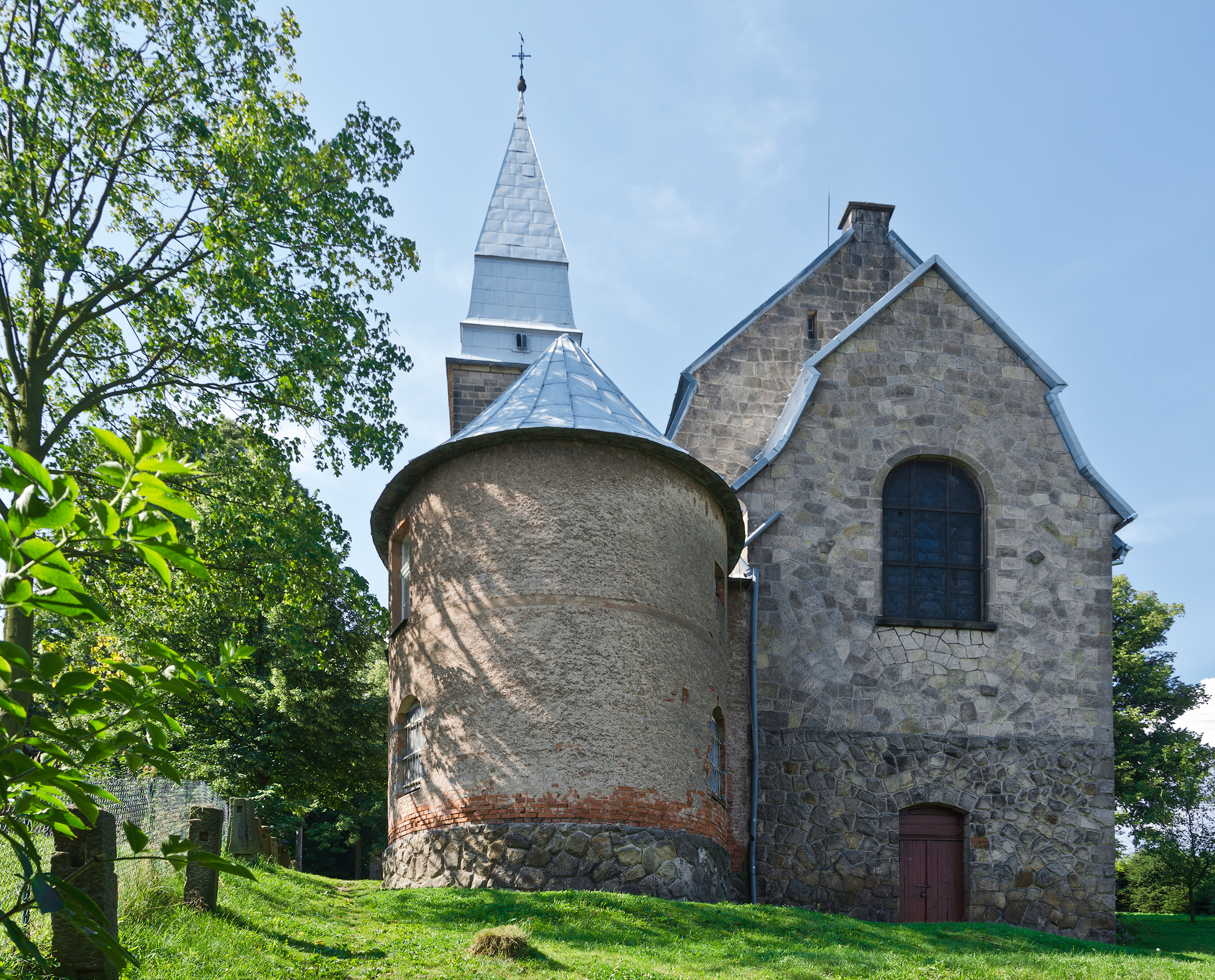
Widok od północy
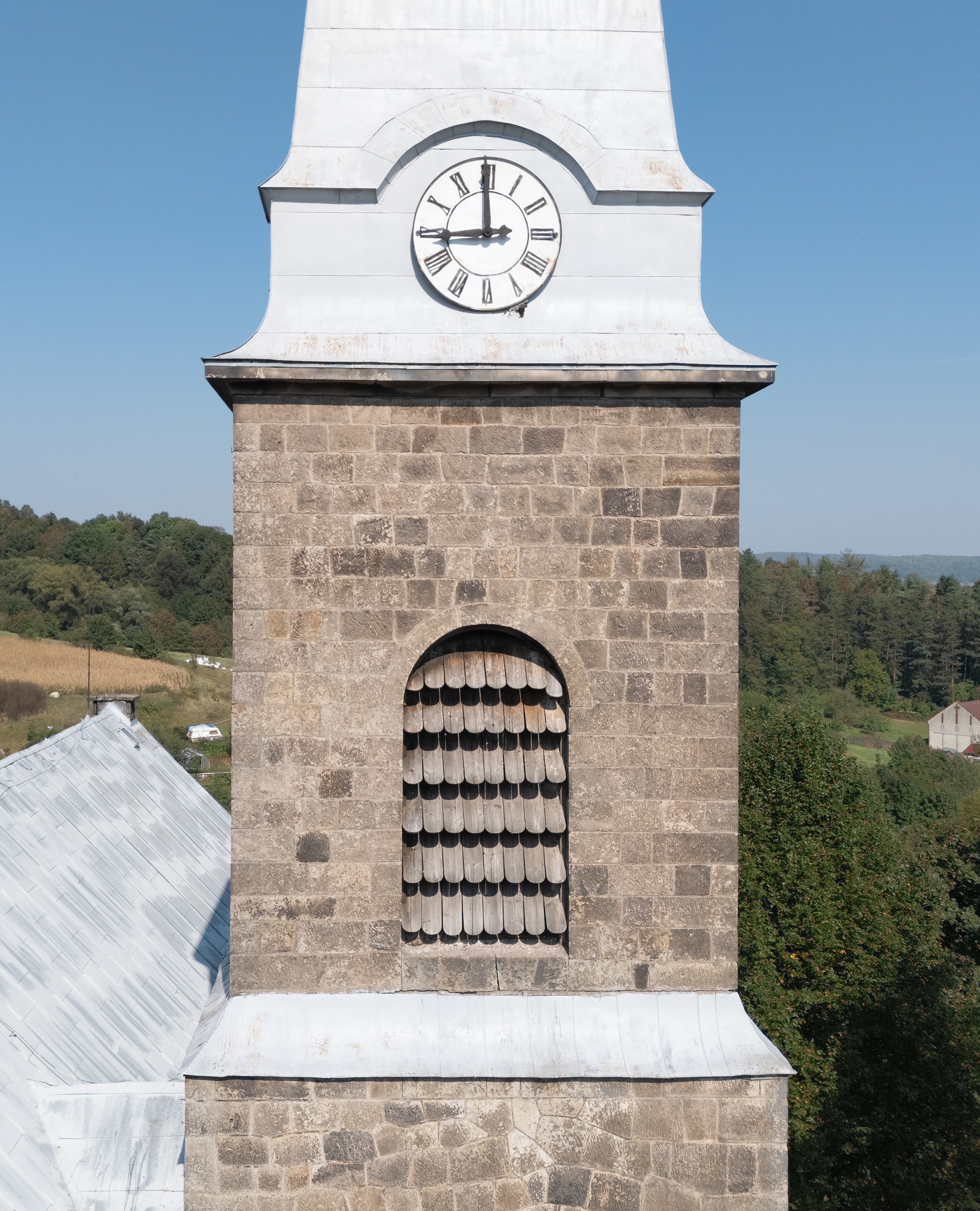
Fragment wieży
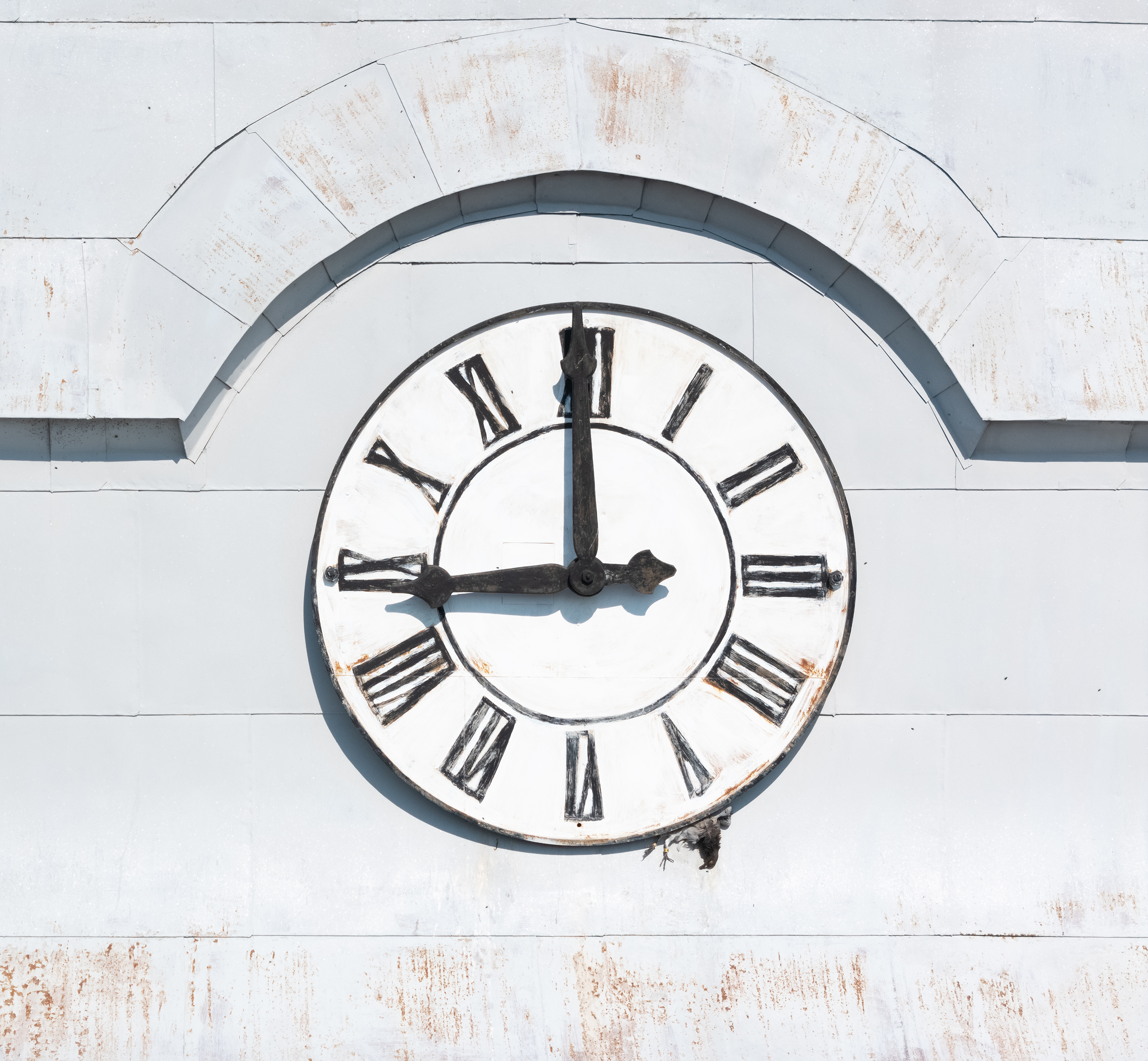
Zegar
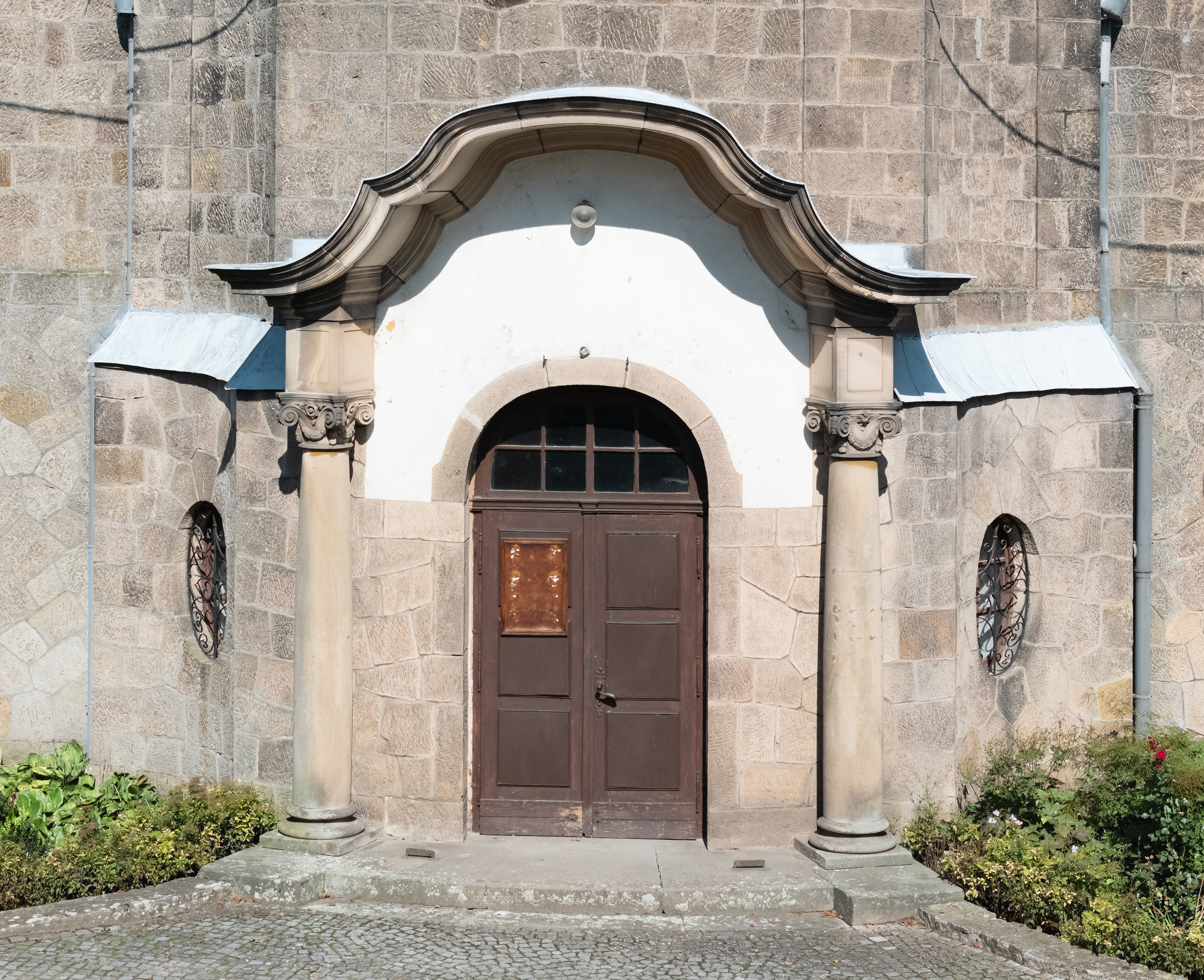
Portal